# براندون بير
براندون بير (بالإنجليزية: Brandon Bair)‏ هو لاعب كرة قدم أمريكية أمريكي، ولد في 24 نوفمبر 1984 في ريكسبورغ في الولايات المتحدة.

## وصلات خارجية
- براندون بير على موقع مرجع كرة القدم المحترفة.كوم (الإنجليزية)